# En buena ley
En buena ley es una película argentina muda en blanco y negro estrenada en abril de 1919, bajo la dirección del italiano Alberto Traversa y encabezada por Olinda Bozán y Pedro Gialdroni.

## Sinapsis
Película histórica relata un melodrama rural sobre los acontecimientos sociales y humanísticos ocurridos en los albores de la época pasada. Fue publicada como un film que "Aunque película nacional, es, por sus intérpretes y su técnica, una producción americana", y agrega, "Por su fotografía, dirección, interpretación  y argumento, esta película despierta el verdadero entusiasmo del público". El film fue grabado en los Estudios Cinematográficos Mario Gallo (1878- 1945).
El filme tuvo poco éxito aunque una buena aceptación por parte del público. Fue la última película que produjo Gallo

## Elenco
- Olinda Bozán
- Pedro Gialdroni
- Nelo Cosimi
- Silvia Parodi
- Julio Andrada
- Julio George
- Mario Recchiedeí
- Juan Fernández
- Diego Figueroa